# Separador de costilla

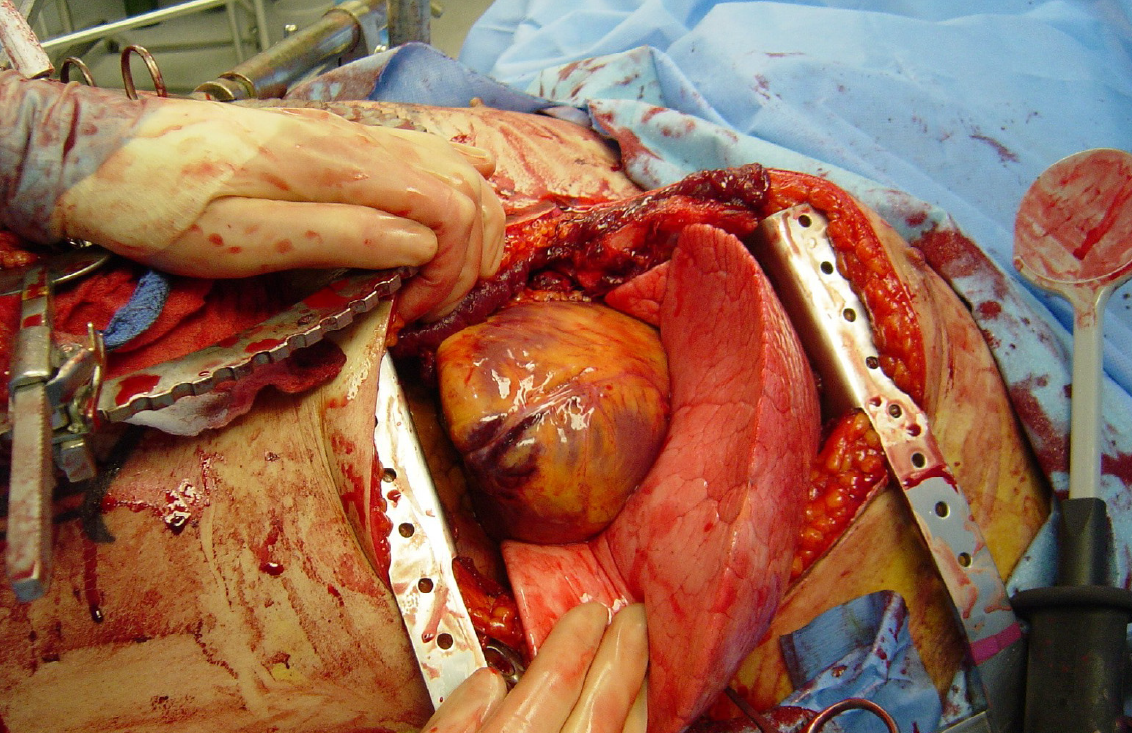
Retractor Finochietto en una toracotomía

Un separador de costilla, también conocido como retractor Finochietto, es un tipo de retractor diseñado específicamente para separar las costillas durante una cirugía torácica. Los separadores de costillas de acero inoxidable tipo cremallera y piñón (con un tornillo de mariposa para bloquearlo en su lugar) fueron una innovación introducida por el cirujano francés Theodore Truffier en 1914. Esto fue modificado en 1936 por el cirujano argentino Enrique Finochietto para tener hojas fenestradas (cuchillas con "ventanas") y una palanca manual para separar los brazos de manera escalonada y bloquearlos en su lugar en cada parada. El separador de costillas Burford-Finochietto tiene cuchillas reemplazables.
El separador Truffier y especialmente el Burford-Finochietto (y sus variantes) son ubicuos en la cirugía torácica abierta. Recientemente, un nuevo esparcidor de costillas automatizado e inteligente en desarrollo demostró resultados superiores a los retractores estilo Finochietto.